# Girimukti (Sindangbarang)
Girimukti is een bestuurslaag in het regentschap Cianjur van de provincie West-Java, Indonesië. Girimukti telt 4854 inwoners (volkstelling 2010).